# Психотронное оружие
Психотро́нное ору́жие — вымышленное оружие, которое с помощью «биологической энергии» воздействует на мозг, что может вызвать физический дискомфорт, психическое расстройство или смерть.

## Появление психотроники
Психотроника зародилась в конце 1960-х годов в ЧССР, занималась она изучением паранормальных явлений, но позиционировалась как основанная на материалистической идеологии альтернатива «буржуазной» парапсихологии. У истоков этой «науки» стоял психолог Пражского университета Зденек Рейдак (чеш. Zdeněk Rejdák), который обнаружил и сделал достоянием широкой общественности так называемые «психотронные генераторы» Роберта Павлиты.
Павлита был скромным конструктором текстильной фабрики в Градец-Кралове. Он долгие годы экспериментировал с причудливыми устройствами собственного изготовления, которые без видимых причин вынуждали мелкие предметы совершать необъяснимые действия — «намагничивали» лёгкие деревянные палочки, вращали детали лабораторных устройств и т. п. После того, как его эксперименты получили огласку, З. Рейдак сумел заинтересовать в работе Павлиты правительство ЧССР, одновременно в Градец-Кралов начали ездить многочисленные журналисты, парапсихологи, бизнесмены и сотрудники западных спецслужб.

## Изучение генераторов Павлиты
В связи с тем, что эксперименты Павлиты могли иметь влияние на развитие военного дела, МВД ЧССР решило выяснить принцип работы «психотронных генераторов» и их возможное применение на практике. В 1972 году в посольство СССР от МВД ЧССР поступила просьба направить специалистов для изучения этих «приборов».
Вскоре в Прагу были откомандированы: от Академии Наук — профессор А. И. Китайгородский, от КГБ СССР — специалист по приборостроению к.т. н. Ю. К. Азаров, ранее работавший руководителем лаборатории в Институт биофизики АН СССР.
Китайгородский и Азаров нашли рациональное объяснение всем опытам Павлиты (около трёх десятков) и воспроизвели их в лабораторных условиях. Среди таковых были:
- приближающийся к герметичной металлической коробке человек вызывал нагрев одной из стенок на 0,3-0,4 градуса, из-за чего образовывались конвекционные потоки, приводившие в движение металлическую иглу;
- доставаемый из кармана брюк металлический «биогенератор» инфракрасным излучением воздействовал на «зонтик» и вызывал его вращение;
- наличие в месте произведения эксперимента геомагнитной аномалии с большой вертикальной составляющей позволяло при резком встряхивании и переворачивании «биомагнита» поменять местами его северный и южный полюса;
- трение деревянной палочки о грубо обработанный металлический предмет вызывало налипание на неё мельчайших металлических опилок, и палочка начинала реагировать на приближение мощного магнита.

Особый интерес вызвал так называемый «генератор смерти». Он представлял собой призму, на одной стороне которой был острый конус, а с другой — шар. В ходе эксперимента Павлита постоянно приближал этот «генератор» к туловищу мухи и отводил его назад. Примерно через 10 минут таких манипуляций муха умирала. Так как этот генератор был аналогом разрядника электростатической машины, которая была практически в каждой школе в кабинете физики, Китайгородский стал действовать соответствующе: пошаркав ногами по синтетическому ковру, он убивал муху с помощью генератора за время от 20 до 2 секунд.

## Психотронное оружие на Западе
Хотя результаты расследования Китайгородского и Азарова и были направлены в МВД ЧССР, а позже опубликованы в журналах «Весмир (чеш. Vesmír)» (ЧССР) и «Наука и жизнь» (СССР), широкой общественности они остались неизвестны.
Сами же генераторы не были забыты: ими заинтересовались на западе. В 1975 году Разведывательное управление Министерства обороны США создало меморандум «Советские и чехословацкие исследования в области парапсихологии», в котором описывало генераторы Павлиты. В меморандуме психотронное оружие описывалось как реально существующее и при должной доработке в будущем способное убивать людей. Ссылки на материалы с критическими отзывами советских учёных по поводу «биогенераторов» Павлиты отсутствовали.
В дальнейшем в американской печати делались публикации, в которых утверждалось, что в СССР психотронное оружие уже существует и к 1982 году эта точка зрения в США стала общепризнанной. С точки зрения Ю. И. Холодного, эти публикации имели заказной характер и были направлены на:
- формирование негативного образа СССР и ЧССР,
- получение ассигнований от Министерства обороны США на разработку психотронного оружия,
- провоцирование руководства СССР на проведение заранее бесперспективных исследовательских работ в области психотроники[1].

## Психотронное оружие в России

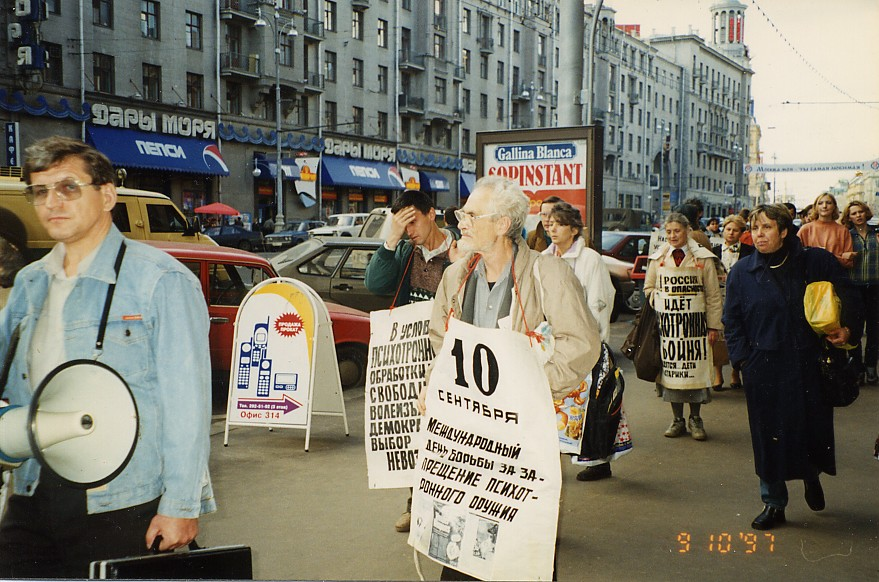
Демонстрация против психотронного оружия на улицах Москвы, 10 сентября 1997 года.

В 1990-е годы в России широкое распространение получили слухи и домыслы о якобы имеющемся у КГБ психотронном оружии и применении его против россиян. На эту тему публиковались книги и газетные статьи, выпускались телепередачи, создавались антипсихотронные общественные организации.
Из-за наплыва обращений в ФСК заместитель директора этого ведомства А. П. Быков выступил с заявлением о том, что в России «психотронного оружия не существует, и едва ли оно появится в обозримом будущем». В 1994 году при ФСК под руководством Ю. И. Холодного была создана Рабочая группа по вопросам парапсихологии и уфологии. В дальнейшем А. П. Быков заявил, что «ни одно из известных нам исследований не дало ни научных, ни прикладных результатов», а психотронное оружие — «лишь часть сложной социально-психологической проблемы, связанной с бурным ростом интереса широких слоёв населения к парапсихологии, оккультизму и мистицизму».
В то же время (в начале 1990-х годов) в России была создана в/ч 10003 (в 1997 году преобразованная в управление Генштаба ВС РФ), которая занималась в том числе и разработкой психотронного оружия. На это выделялись значительные средства, однако какого-либо результата получено не было. Впоследствии сторонники психотроники признавали, что «90 % разработок не давали значимых результатов и чаще всего были следствием ошибок, научной некомпетентности или просто обмана». В 2003 году это управление Генштаба (в/ч 10003) было ликвидировано.